# رأس المال المكتسب
رأس المال المكتسب Earned Capital، وهو نوع من رأس المال المنتج، ويشمل ما يحجزه المشروع من الأرباح السنوية كأحتياطي مالي لمواجهة التوسعات أو الحالات الطارئة.
وهو يختلف ويفرق عن رأس المال الأصلي الذي يمثل ما قدمه الشركاء أو المساهمون من أموال عند تأسيس المشروع التجاري أو خلال فترة تشغيله.